# Вагвозеро
Вагвозеро (рос. Вагвозеро, карел. Vahjärvi) — село в Олонецькому районі Республіки Карелія, Росія. Входить до складу Коткозерського сільського поселення.

## Розташування
Село розташоване на східному березі озера Вагозеро.